# Pont de Heer-Agimont
Le pont de Heer-Agimont, connu sous le nom de pont de Heer, est un pont à haubans franchissant la Meuse, dans la province de Namur, en Belgique. Portant la route nationale 909, il assure la jonction entre Heer et Heer-Agimont en franchissant la Meuse sur 202 mètres de longueur, près de 16 mètres de largeur et 40,7 mètres de hauteur avec les piliers. C'est le premier pont sur la Meuse en Belgique en venant de la France, dans le sens du courant du fleuve, et le premier pont à haubans construit en Belgique.
Aménagement d'importance pour la commune d'Hastière permettant de relier les deux principaux villages du sud de la commune wallonne, ce projet a nécessité trois années de constructions. Les travaux on commencé en 1971 et l'ouvrage a été mis en service en 1973. Les études techniques pour la structure ont été menées par le groupe Girec.

## Situation
Le pont se situe dans la section de Heer de la commune namuroise de Hastière en région wallonne. Ce pont est le premier que l'on rencontre en Belgique après avoir franchi la frontière franco-belge à 200 mètres de là. En amont et donc en France, le pont est précédé par l'écluse 59 dite Les Quatre Cheminées à 3 km et par le pont des Américains à 4,25 km alors qu'en aval, il est suivi par l'écluse 1 dite d'Hastière à 3,86 km et le pont d'Hastière-Lavaux à 5,3 km. Le viaduc Charlemagne, quant à lui, est situé à 16,45 km en aval.

## Description de l'ouvrage
Le pont est un pont à haubans en harpe de 202 mètres de longueur. Il traverse la Meuse. Il est composé de trois travées ; les deux extérieures de 39 mètres de longueur et celle du milieu de 124 mètres de longueur. Les pylônes qui permettent le haubanage de la structure ont une hauteur de 40,7 mètres et maintiennent le pont avec seize câbles. Le tablier est épais d'1,9 mètre et les poutres sont larges de 14,8 mètres.
Les matériaux utilisés sont de l'acier pour les pylônes, du béton armé pour la dalle et les deux pour les poutres.

## Études

### Stabilité
Des tests de stabilité aéroélastique ont été réalisés dans une soufflerie sur deux modèles réduits qui consistent en deux méthodes ; un à une taille de 1/50 ne comprenant qu'une section du tablier et l'autre à une taille de 1/100 au pont complet. Cette étude a permis d'avoir des résultats quasi égaux sur les modèles réduits à ceux que le vent pourrait provoquer sur le pont à taille réelle en raison de formes aérodynamiques presque inexistantes sur la structure du pont.
Dans un premier temps, les tests sur le modèle réduit à 1/50 ont été réalisés avec une vitesse de vent uniforme et un angle d'attaque sur le pont variant entre +5° et -5°, s'agissant des conditions climatiques à cet endroit de la vallée mosane. Ces résultats étaient similaires à ceux subis par le pont dans son échelle réelle. Avec ces différents résultats, une première vitesse critique fut évaluée à 70,4 km/h. Avec la moyenne des deux modèles, l'existence d'un vent critique fut établi à une vitesse d'environ 62 km/h.

## Rénovation
Une rénovation du pont a lieu en 2013 ; son entretien est alors négligé avec de la rouille apparente sur les barrières de sécurité et les pylônes.

### Le pont à Givet
En France, l'unique pont de Givet permet de relier les deux rives de la commune qui est séparée en deux ; à la fin des années 2010, le pont est démantelé pour être remplacé. La circulation entre les deux rives n'est alors possible que via le pont de Heer-Agimont qui joue un rôle important durant les travaux. La rénovation du pont des Américains à Givet provoque ainsi un détour de près de 9 kilomètres ; le seul pont en amont se situant à Chooz mais aucune route ne permet l'accès direct entre les deux localités françaises depuis la rive droite.